# Schlagmühle (Fladungen)
Schlagmühle ist ein Gemeindeteil der Stadt Fladungen im unterfränkischen Landkreis Rhön-Grabfeld in Bayern. Schlagmühle liegt in der Gemarkung Fladungen.

## Lage
Die Einöde liegt an einem Mühlbach, der vom  Fluss Streu abzweigt.

## Geschichte
Die Schlagmühle diente immer schon zur Steinbearbeitung.